# James South
James South (outubro de 1785 — 19 de outubro de 1867) foi um astrônomo britânico.
Foi presidente da Royal Astronomical Society.